# Herb Sędziszowa
Herb Sędziszowa – jeden z symboli miasta Sędziszów i gminy Sędziszów w postaci herbu.

## Wygląd i symbolika
Herb przedstawia na niebieskim polu srebrną podkowę, barkiem skierowana ku dołowi, między ramionami podkowy znajduje się srebrny krzyż.
Sędziszów był siedzibą Jastrzębców – rycerzy Konrada mazowieckiego, stąd podobny herb.

## Historia
Herb Sędziszowa został przyjęty uchwałą Rady Miejskiej w 1991 roku, na wzór herbu rodu Jastrzębców (Boleścic) władających Sędziszowem do pierwszej połowy XIII wieku. We wzorze herbu nadanego niniejszą uchwałą została zmieniona mu kolorystyka podkowy i krzyża kawalerskiego, ze złotej na srebrną, co ma odróżniać go od herbów innych miast, które także przyjęły herb Jastrzębców, a wszystko to za sugestią komisji heraldycznej na etapie konsultacji i wydanej opinii do uchwały ustanawiającej herb dla Sędziszowa.